# Захарьино (Москва)
Захарьино — деревня в составе города Москвы. Находится на территории Новомосковского административного округа, в районе Щербинка.
Известна с XIV века, когда землями вокруг неё владел отец митрополита Алексия боярин Федор Бяконт и его потомки Плещеевы. В XIV веке Захарьино стала вотчиной бояр Захарьиных-Романовых. В 1648 году в усадьбе построен первый деревянный храм во имя Рождества Христова, основанный окольничим Тимофеем Фёдоровичем Бутурлиным. После этого хозяином усадьбы стал князь Григорий Григорьевич Ромодановский. В 1672 году вместо деревянного храма Рождества Христова он построил каменный храм во имя новгородской иконы Божией Матери «Знамение». В том же году храм был освящён.
В материалах Генерального межевания 1784 года значилось как село Захарово, Знаменское тож, где Захарово — первичное название по владельцу, Знаменское — более позднее название по церкви Знамения Пресвятой Богородицы. В источниках XIX века — Знаменское-Захарьино — на первом месте указано церковное название, тогда как владельческое название употребляется в качестве «придаточного» и изменяется в Захарьино в соответствии с др.-церк. формой Захарий исходного календарного личного имени Захар. В 1912 году — Захарьино-Знаменское, с 1926 года — Захарьино.
С 1846 года по 1848 год происходило расширение территории храма. Пристроены боковые приделы. В южном приделе храма устроен Никольский престол, в северном — престол во имя преподобного Иосифа Песнописца. В 1880 году купец 1-й гильдии Ф. И. Соболев выделил средства для росписи храма. В 1883 году на деньги Соболева построен дом церковно-приходской школы. В 1897 году храм был перестроен архитектором А. С. Каминиских. Церковь выдержана в древнерусском стиле.
Церковь работала до 1940 года, когда её закрыли, а здание использовали как склад для зерна. В 1949 году на этом участке поместили учреждение культуры. Здесь располагалась база кинопроката Подольского района.
10 мая 1988 года деревня Захарьино была включена в состав Москвы, в состав района Южное Бутово. В 1990 году в Захарьино создана православная община. В 1991 году были восстановлены Знаменский храм и часть архитектурного ансамбля усадьбы «Захарьино». В том же году храм был освящён. Открыт музей, приходская библиотека и воскресная школа.
В рамках административно-территориальной реформы в соответствии с законом № 13 от 08.05.2024 года «Об образовании внутригородских муниципальных образований в городе Москве и о внесении изменений в Закон города Москвы от 15 октября 2003 года № 59 „О наименованиях и границах внутригородских муниципальных образований в городе Москве“» были изменены границы района Южное Бутово, и территория деревни передана в новый район Щербинка.